# Uropsilus huanggangensis
Uropsilus huanggangensis és una espècie d'eulipotifle de la família dels tàlpids. És endèmic del mont Huanggang, a la província xinesa de Jiangxi, on viu a altituds d'entre 1.830 i 2.060 msnm. Els seus hàbitats naturals són els boscos de coníferes i els prats rocallosos amb matolls. Té una llargada de cap a gropa de 71-74 mm, la cua de 57-65 mm i un pes de 8-9 g. El seu nom específic, huanggangensis, significa ‘del Huanggang’ en llatí. Com que fou descoberta fa poc, l'estat de conservació d'aquesta espècie encara no ha estat avaluat formalment.